# Präferenzfunktional
Präferenzfunktional ist ein Begriff aus der Entscheidungstheorie. Mit Hilfe der Werte solcher Präferenzfunktionale können Entscheidungen herbeigeführt werden.
Stehen mehrere sich gegenseitig ausschließende Alternativen zur Auswahl, muss der Akteur (Entscheidungsträger) eine möglichst rationale Entscheidung treffen. Zur Entscheidungsfindung müssen die Präferenzen des Akteurs ordnungstreu bzw. ordnungserhaltend erfasst und abgebildet werden. Eine Möglichkeit dazu besteht in der Verwendung einer Nutzenfunktion. Diese wird als Bewertungsfunktion auf die Ergebnismenge gelegt und bildet diese jeweils auf die reellen Zahlen ab. Der Akteur weist jedem Ergebnis {\displaystyle e_{\scriptscriptstyle i}} der Alternative {\displaystyle a_{\scriptscriptstyle i}} einen Nutzen wie folgt zu: {\displaystyle u_{\scriptscriptstyle i}=f(e_{\scriptscriptstyle i})}.
Definition 1:
Eine ordnungstreue Nutzenfunktion {\displaystyle {\it {u:E\rightarrow \mathbb {R} }}}  ist eine Funktion, die jedem Ergebnis {\displaystyle {\it {e\in E}}} eine reelle Zahl {\displaystyle {\it {u(e)\in \mathbb {R} }}} so zuordnet, dass:
- {\displaystyle e_{\scriptscriptstyle 1}\succsim e_{\scriptscriptstyle 2}\Leftrightarrow u(e_{\scriptscriptstyle 1})\geq u(e_{\scriptscriptstyle 2})},
- {\displaystyle e_{\scriptscriptstyle 1}\succ e_{\scriptscriptstyle 2}\Leftrightarrow u(e_{\scriptscriptstyle 1})>u(e_{\scriptscriptstyle 2})},
- {\displaystyle e_{\scriptscriptstyle 1}\sim e_{\scriptscriptstyle 2}\Leftrightarrow u(e_{\scriptscriptstyle 1})=u(e_{\scriptscriptstyle 2})}.

In einigen Entscheidungssituationen (z. B. intertemporale Entscheidung, multikriterielle Entscheidung) sind mehrere Nutzenfunktionen zusammenzufassen. Dies erfolgt durch ein Präferenzfunktional {\displaystyle \Phi }. Das Präferenzfunktional ordnet einer Handlungsalternative {\displaystyle a\in A} eine reelle Zahl so zu, dass über die Rangfolge dieser Zahlen die subjektive Wertvorstellung des Akteurs ausgedrückt wird.
Definition 2:
	Ein ordnungstreues Präferenzfunktional {\displaystyle {\it {\Phi :A\rightarrow \mathbb {R} }}} ordnet jeder Alternative {\displaystyle {\it {a\in A}}} eine reelle Zahl {\displaystyle {\it {\Phi (a)\in \mathbb {R} }}} so zu, dass:
- {\displaystyle a_{\scriptscriptstyle 1}\succsim a_{\scriptscriptstyle 2}\Leftrightarrow \Phi (a_{\scriptscriptstyle 1})\geq \Phi (a_{\scriptscriptstyle 2})},
- {\displaystyle a_{\it {\scriptscriptstyle 1}}\succ a_{\it {\scriptscriptstyle 2}}\Leftrightarrow \Phi (a_{\it {\scriptscriptstyle 1}})>\Phi (a_{\it {\scriptscriptstyle 2}})},
- {\displaystyle a_{\it {\scriptscriptstyle 1}}\sim a_{\it {\scriptscriptstyle 2}}\Leftrightarrow \Phi (a_{\it {\scriptscriptstyle 1}})=\Phi (a_{\it {\scriptscriptstyle 2}})}.

Wenn eine Abbildung der Präferenzen nach dieser Definition erfolgt, wird diese Abbildung als ordnungstreue Abbildung bezeichnet. Ein Funktional ist eine Zuordnungsvorschrift, die einer Funktion eine Zahl zuordnet. Eine Funktion hingegen ist eine Vorschrift, die einer Zahl wiederum eine Zahl zuordnet.
Eine Nutzenfunktion {\displaystyle u:E\rightarrow \mathbb {R} } überführt zunächst die Ergebnisgrößen der Alternativen in die reellen Zahlen. Anschließend wird durch Ausführen weiterer Operationen auf den sich ergebenden Nutzenwerten ein Präferenzfunktional formuliert. Das Präferenzfunktional {\displaystyle \Phi :A\rightarrow \mathbb {R} } bildet die Alternativen schließlich direkt auf die reellen Zahlen ab.
Sehr bekannte Präferenzfunktionale sind der Kapitalwert, die Nutzwertanalyse oder die Von-Neumann-Morgenstern-Erwartungsnutzenfunktion. Synonym wird auch der Begriff Entscheidungskriterium anstelle des Präferenzfunktionals verwendet. Es existieren verschiedene Möglichkeiten, um ein Präferenzfunktional zu begründen.